# Gas de Fermi

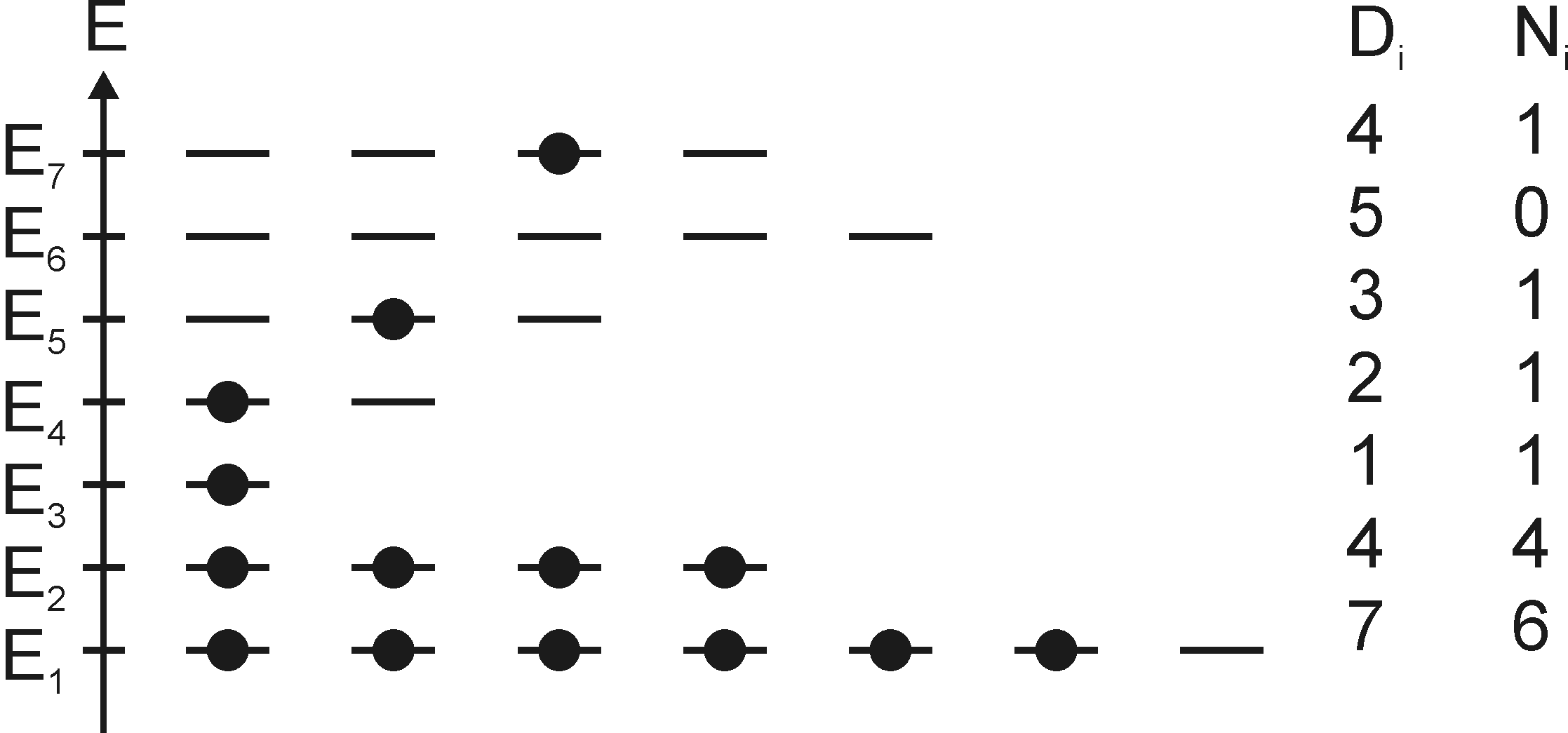
Il·lustració dels estats d'energia: Diagrama d'ocupació d'energia per a un sistema amb 7 nivells d'energia, l'energia és degenerat vegades (n'hi ha estats que tenen una energia de) i té una ocupació donada per, amb. Pel principi d'exclusió de Pauli, fins a Els fermions poden ocupar un nivell d'energia del sistema, on és l'espin dels fermions.

Un gas de Fermi ideal és un estat de la matèria que és un conjunt de molts fermions que no interaccionen. Els fermions són partícules que obeeixen les estadístiques de Fermi-Dirac, com els electrons, els protons i els neutrons, i, en general, les partícules amb espín mig sencer. Aquestes estadístiques determinen la distribució d'energia dels fermions en un gas de Fermi en equilibri tèrmic, i es caracteritzen per la seva densitat numèrica, temperatura i el conjunt d'estats d'energia disponibles. El model porta el nom del físic italià Enrico Fermi.
Aquest model físic es pot aplicar amb precisió a molts sistemes amb molts fermions. Alguns exemples clau són el comportament dels portadors de càrrega en un metall, els nucleons en un nucli atòmic, els neutrons en una estrella de neutrons i els electrons en una nana blanca.
Un gas de Fermi ideal o gas de Fermi lliure és un model físic que suposa una col·lecció de fermions que no interactuen en un pou de potencial constant. Els fermions són partícules elementals o compostes amb espín mig sencer, per tant, seguiu les estadístiques de Fermi-Dirac. El model equivalent per a les partícules de spin enteres s'anomena gas Bose (un conjunt de bosons que no interactuen). Amb una densitat de nombre de partícules prou baixa i una temperatura alta, tant el gas Fermi com el gas Bose es comporten com un gas ideal clàssic.
Segons el principi d'exclusió de Pauli, cap estat quàntic pot ser ocupat per més d'un fermió amb un conjunt idèntic de nombres quàntics. Així, un gas Fermi que no interacciona, a diferència d'un gas Bose, concentra un petit nombre de partícules per energia. Així, es prohibeix que un gas Fermi es condensi en un condensat de Bose-Einstein, tot i que els gasos Fermi que interaccionen feblement poden formar un parell de Cooper i condensar (també conegut com a règim d'encreuament BCS-BEC). L'energia total del gas Fermi al zero absolut és més gran que la suma dels estats fonamentals d'una partícula única perquè el principi de Pauli implica una mena d'interacció o pressió que manté els fermions separats i en moviment. Per aquest motiu, la pressió d'un gas de Fermi és diferent de zero fins i tot a temperatura zero, en contrast amb la d'un gas ideal clàssic. Per exemple, aquesta anomenada pressió de degeneració estabilitza una estrella de neutrons (un gas Fermi de neutrons) o una estrella nana blanca (un gas Fermi d'electrons) contra l'atracció interior de la gravetat, que aparentment col·lapsaria l'estrella en un forat negre. Només quan una estrella és prou massiva per superar la pressió de la degeneració pot col·lapsar-se en una singularitat.
El model d'electrons gairebé lliures adapta el model de gas de Fermi per considerar l'estructura cristal·lina dels metalls i els semiconductors, on els electrons d'una xarxa cristal·lina són substituïts per electrons de Bloch amb un moment cristal·lí corresponent. Com a tal, els sistemes periòdics encara són relativament manejables i el model constitueix el punt de partida per a teories més avançades que tracten les interaccions, per exemple, utilitzant la teoria de la pertorbació.